# Hana-uta
「hana-uta」（はなうた）は、ハナレグミのベストアルバム。

## 概要
未発表曲やライブバージョン含むベストアルバム。初回限定盤はDVD付き。

## 収録曲
1. 家族の風景
2. 音タイム
3. 明日天気になれ
4. ハンキーパンキー
5. レター
6. さらら
7. 明日へゆけ
8. フレルマインド
9. どれみれげえ
10. Jamaica Song
11. 夢で逢いましょう
坂本スミ子のカバー曲。ニッカウヰスキーCF曲。
12. そして僕は途方に暮れる 〜Live at 東京キネマ倶楽部 2003.2.23〜
大沢誉志幸のカバー曲。
bonus track
13. 眠りの森 feat.ハナレグミ
冨田ラボ作品参加曲。
14. 夢の匂い feat.ハナレグミ
半野喜弘作品参加曲。

### 初回限定盤DVD
ビデオ・クリップ集
1. 家族の風景
2. 音タイム
3. ハンキーパンキー
4. レター
5. さらら
6. 明日へゆけ
7. MUSICA
8. どれみれげえ
9. 眠りの森 feat.ハナレグミ
10. 夢の匂い feat.ハナレグミ
11. 明日天気になれ

## 演奏
- 永積タカシ
  - Vocal
  - Chorus (#3.5.10)
  - Acoustic Guitar (#1-8.10.11.12)
  - 指ピアノ (#1)
  - Guitar, Guiro (#9)
  - Clap (#9.10)
  - Glockenspiel (#9.11)
  - Whistle (#11)
- オオヤユウスケ
  - Electric Guitar (#1.2.3.10)
  - Chorus (#2.10)
  - Clap (#10)
- 原田郁子 (クラムボン)
  - Organ (#1.2)
  - Piano, Clap (#10)
  - Chorus (#2.8.10)
- ミト (クラムボン)
  - Bass (#1.2.3.10)
  - Clap, Chorus (#10)
- 坂田学
  - Drums (#1.2.3.10)
  - Tambourine (#2.3)
  - Clap, Chorus (#10)
- 鈴木惣一朗：Drums (#4.8)
- 青柳拓次 (LITTLE CREATURES)：Cello Bass, Celesta, Piano (#4)
- 高田漣：Pedal Steel Guitar (#4.5.8)
- 桜井慎一：Cajon (#4)
- 湯川潮音：Chorus (#4)
- 鈴木正人 (LITTLE CREATURES)
  - Bass (#5.6.8)
  - Mandolin (#6)
- ASA-CHANG：Drums, Percussion (#5.6)
- 中島ノブユキ
  - Wurlitzer (#5)
  - Piano, Hammond Organ, Rhodes (#6)
  - Acoustic Piano, Electric Piano (#14)
- YASSY：Trombone (#5)
- KOO：Trumpet (#5)
- 小沼ようすけ：Electric Guitar (#8)
- 藤原マヒト (DER ZIBET)：Piano (#8)
- 徳澤青弦：Cello (#8.14)
- 伊藤亮、黒嶋佐和子：Clap, Chorus (#10)
- 斉藤哲也：Piano (#11)
- 冨田恵一：Instruments, Treatments (#13)
- 山本拓夫：Flute, Alto Flute (#13)
- 三沢またろう：Percussion (#13)
- 金原千恵子ストリングス：Strings (#13)
- 小林太：Flugelhorn (#13)
- 半野喜弘：Sound Programming (#14)
- 中嶋優介：Electric Guitar (#14)
- 亀田隆徳：Bass (#14)
- 平家徹也：Tenor Sax (#14)
- 杉野裕：1st Violin (#14)
- 徳永友美：2nd Violin (#14)
- 岡さゆり：Viola (#14)